# Бобрусов, Михаил Павлович
Михаил Павлович Бобрусов (10 октября 1878, Пятигорск — 5 октября 1955, Москва) — советский архитектор, гражданский инженер.

## Биография
Родился 10 октября 1878 года в Пятигорске.
Учился в Петербургском Институте гражданских инженеров, который окончил в 1904 году. Получил специальность гражданского инженера. В 1904-1906 годах получал дополнительное образование в Петербургском политехническом институте (ЦГИА СПб, ф. 478, оп. 3, д. 690)
В Киеве работал с 1907 года в должности городского архитектора. На протяжении 1910-1911 годов преподавал в Киевском политехническом институте. Также преподавал на Киевских технических курсах техническое и архитектурное черчение, позже был помощником заведующего.
Кроме этого, некоторое время был техником Киевского Благотворительного общества.
Осуществил строительство значительного количества военных казарм для расквартированных в городе полков.
После событий 1917 года переехал в Москву. В 1934 году вступил в Союз архитекторов СССР.
В 1934 году был арестован по обвинению в «антисоветской пропаганде», однако был освобождён (реабилитирован в 2004 году).
В 1920-х — 1950-х годах жил в Москве по адресу: Арбат, 54, кв. 17. Умер в Москве 5 октября 1955 года. Похоронен на Ваганьковском кладбище.

## Стиль
Использовал стилевые формы модернизированной романской архитектуры, неоренессанса и «кирпичного» стиля.

## Работы в Киеве
- Жилой дом с техническими курсами В. Перминова на ул. Владимирской № 94 (1908 г.),
- Доходный дом на ул. Большой Житомирской № 8-а (1912 г.),
- Железобетонные лестницы к памятнику в честь Магдебургского права и до Днепра (1913—1915 гг.).
- Реализовал проект крытого рынка на Бессарабской площади, (1908—1912 гг. автор — архитектор Г. Гай).
- Спроектировал муниципальные печи для сжигания мусора (1909 г.),
- Казармы Бессарабского полка на ул. Андрющенко № 6 (1911 г.),
- Казармы Луцкого полка на ул. Дегтяревской № 11 (1911 г.),
- Казарма на ул. Димитрова № 3 (ок. 1911 г.),
- Казарма Тираспольского полка на ул. Мельникова № 24 а (1911 г.),
- Казармы Пеших артиллерийских батарей на ул. Маршала Рыбалко № 6/27 (1910-12 гг.).